# I See You (álbum)
I See You é o terceiro álbum de estúdio da banda de indie pop britânica The XX. Foi lançado no dia 13 de janeiro de 2017 pela gravadora Young Turks. O álbum foi lançado quatro anos depois do antecessor, Coexist.
The XX disse que o álbum teria um som mais "aberto" e "expansivo" que os dois álbuns anteriores, e que o álbum de Jamie XX, In Colour, iria ser uma influência na produção.
Tanto o nome quanto a capa transparente do álbum foram inspirados na canção 'I'll Be Your Mirror' da banda Velvet Underground. A vocalista Romy Madley Croft contou sobre o significado: "Um amigo pode, às vezes, vê-lo melhor do que você pode ver a si mesmo"

## Produção
Em maio de 2014, a banda anunciou que estaria trabalhando em seu terceiro álbum de estúdio e havia começado as gravações em um estúdio em Marfa, no Texas, com o produtor Rodaidh McDonald. O álbum foi gravado de maio de 2014 até novembro de 2016 em estúdios de Marfa, Los Angeles, Nova Iorque, Londres e Reykjavík. Durante esse período, o produtor e integrante da banda Jamie xx lançou seu primeiro álbum solo, In Colour, em maio de 2015. O produtor revelou que o conceito de seu álbum solo seria refletido um pouco no novo álbum da banda.
Em novembro de 2015, The XX anunciou que o álbum seria lançado apenas em 2016. entretanto, em outubro de 2016, a banda declarou que ainda estava nos estúdios, mas compartilhou a lista de músicas e datas de uma nova turnê. Após divulgar trechos das músicas na conta da banda no Spotify, no dia 10 de novembro foram anunciadas as datas de lançamento do álbum.
Também no dia 10 de novembro de 2016 foi liberado o primeiro single do álbum, chamado On Hold. No dia 3 de janeiro de 2017, a banda anunciou o segundo single, Say Something Loving.

## Recepção
| Críticas profissionais | Críticas profissionais |
| Pontuações agregadas   | Pontuações agregadas   |
| Fonte                  | Avaliação              |
| ---------------------- | ---------------------- |
| Metacritic             | 85/100                 |
| Avaliações da crítica  |                        |
| Fonte                  | Avaliação              |
| AllMusic               | [ 11 ]                 |
| The A.V. Club          | A−                     |
| Entertainment Weekly   | A−                     |
| The Guardian           | [ 14 ]                 |
| The Independent        | [ 15 ]                 |
| NME                    | [ 16 ]                 |
| Pitchfork              | 8.4/10                 |
| Rolling Stone          | [ 18 ]                 |
| Uncut                  | 8/10                   |

O álbum foi aclamado pela crítica especializada.
Em julho de 2017, I See You foi indicado ao prêmio Mercury Prize, como melhor álbum do Reino Unido. O resultado será anunciado em setembro de 2017.

## Desempenho comercial
I See You tornou-se um sucesso, tendo atingido o primeiro lugar de várias tabelas musicais europeias e também dos EUA e da Austrália. Todas as faixas do álbum, exceto "Test Me", entraram no top 100 de singles português, embora nenhuma tenha alcançado o top 40 (a melhor posição foi conseguida por "Say Somthing Loving", que chegou ao nº 42).

## Faixas
Todas as faixas escritas e compostas por Romy Madley Croft e Oliver Sim. 
| Versão Standard |                        |         |  |
| N.º             | Título                 | Duração |  |
| 1.              | "Dangerous"            | 4:10    |  |
| 2.              | "Say Something Loving" | 3:58    |  |
| 3.              | "Lips"                 | 3:20    |  |
| 4.              | "A Violent Noise"      | 3:47    |  |
| 5.              | "Performance"          | 4:06    |  |
| 6.              | "Replica"              | 4:09    |  |
| 7.              | "Brave For You"        | 4:13    |  |
| 8.              | "On Hold"              | 3:44    |  |
| 9.              | "I Dare You"           | 3:53    |  |
| 10.             | "Test Me"              | 3:55    |  |

| Box Set Bonus Vinyl |                              |         |  |
| N.º                 | Título                       | Duração |  |
| 1.                  | "Naive"                      | 3:35    |  |
| 2.                  | "Season Run"                 | 4:20    |  |
| 3.                  | "Brave For You (Marfa demo)" | 4:18    |  |

## Desempenho nas tabelas musicais
| Tabela musical (2017)                         | Melhor posição |
| --------------------------------------------- | -------------- |
| Alemanha (Offizielle Top 100)                 | 1              |
| Austrália (ARIA)                              | 1              |
| Bélgica - Flandres (Ultratop)                 | 1              |
| Bélgica - Wallonia (Ultratop)                 | 2              |
| Canadá (Billboard)                            | 2              |
| Estados Unidos (Billboard 200)                | 2              |
| Estados Unidos (Billboard Independent Albuns) | 1              |
| Estados Unidos (Top Albums Sales)             | 1              |
| Espanha (PROMUSICAE)                          | 2              |
| França (SNEP)                                 | 2              |
| Irlanda (IRMA)                                | 1              |
| Irlanda (IRMA Independent)                    | 1              |
| Itália (FIMI)                                 | 11             |
| Portugal (AFP)                                | 1              |
| Suécia (Sverigetopplistan)                    | 4              |
| Reino Unido (OCC)                             | 1              |